# 12658 Peiraios
12658 Peiraios este o planetă minoră (asteroid), cu un diametru de 26,458 km, din Asteroid troian al lui Jupiter. A fost descoperită pe 19 septembrie 1973 la Observatorul Palomar de Cornelis Johannes van Houten. 
Obiectul prezintă o orbită caracterizată de o semiaxă mare de 5,1652153 UAi, o excentricitate de 0,057, o înclinație de 1,7767 ° în raport cu ecliptica.